# دونالد سیمونز
دونالد سیمونز (انگلیسی: Donald Symons؛ زادهٔ ۵ ژوئن ۱۹۴۲) انسان‌شناس، و استاد دانشگاه اهل ایالات متحده آمریکا است. به عنوان یکی از بنیانگذاران روان‌شناسی فرگشتی و پیشگام در مطالعه میل جنسی در انسان از دیدگاه فرگشتی شناخته شده‌است. او یکی از پراستنادترین محققان در تحقیقات جنسی معاصر است. کار او توسط دانشمندانی که طیف بسیار متنوعی از پدیده‌های جنسی را بررسی می‌کنند، ارجاع داده شده‌است. استیون پینکر، روان‌شناس از هاروارد کتاب سیر فرگشت جنسی انسان (۱۹۷۹) را به عنوان یک کتاب پیشگامانه و «یک نقطه عطف در ترکیبی از زیست‌شناسی فرگشتی، انسان‌شناسی، فیزیولوژی، روان‌شناسی، داستان و فرهنگی توصیف می‌کند. تجزیه و تحلیلی، که با ترکیبی از دقت و شوخ‌طبعی نوشته شده‌است. این مدلی بود برای تمام کتاب‌های بعدی که فرگشت را در امور انسانی، به ویژه کتاب‌های من به کار برده شد.» سیمونز دارای بازنشستگی افتخاری از بخش مردم‌شناسی دانشگاه کالیفرنیا، سانتا باربارا است. آخرین کار او با کاترین سالمون، عاشقان جنگجو است که تحلیلی فرگشتی از داستان‌های اسلش است.